# Krabí koláček
Krabí koláček  (angl. Crab Cake) je americký pokrm z krabího masa a dalších ingrediencí jako je například  strouhanka, mléko, majonéza, vejce, cibule a koření. Může  se přidat i červená nebo zelená paprika nebo ředkvičky. Z krabího těsta se vytvoří malé  placičky, které se pak buď restují, pečou nebo grilují. Krabí koláčky jsou tradičně spojovány s oblastí kolem zálivu Chesapeake, jsou populárním pokrmem zejména ve státech Maryland a Virginie. 
V Marylandu jsou nejznámější  krabí koláčky Boardwalk a Restaurant. Koláčky Boardwalk se obvykle obalují a smaží. Kromě toho se  často ochucují  dalšími ingrediencemi a podávají se na hamburgerové housce. Koláčky Restaurant, někdy nazývané Labužnické, jsou obvykle bez přísad a servírují se na talíři nebo jako obložený chlebíček.  
Krabí koláčky se liší velikostí – od malých sušenek až po placičky velikosti hamburgeru. 
Na krabí těsto se tradičně  používá maso z kraba modrého, který žije v zálivu Chesapeake.  Jeho maso je  považováno za nejchutnější. V severozápadním Pacifiku a severní Kalifornii se krabí koláčky připravují z tamního druhu kraba zvaného  Dungeness Crab (Metacarcinus magister).     